# Mas Portell
Mas Portell és una masia de Cornellà del Terri (Pla de l'Estany) inclosa a l'Inventari del Patrimoni Arquitectònic de Catalunya.

## Descripció
Antiga masia de planta rectangular amb diferents cossos afegits amb coberta de teula a dues vessants. Presenta tres crugies perpendiculars a la façana i les parets portants són de maçoneria, actualment repicada. La façana principal presenta un interessant porxo sostingut amb dues columnes tronc-conoidals i coberta amb cairats, llates i teula. Les obertures són emmarcades amb carreus i la porta presenta llinda de pedra d'una sola peça.

## Història
L'edifici era utilitzat originàriament com a casa de pagès i també havia donat cabuda a l'antic estanc del poble. Només és utilitzat per a segona residència.
Segons consta a la llinda de la porta principal fou construït l'any 1772 i el seu propietari era Joan Clara de Sant Gregori.